# Saison 2 de Bienvenue chez les Loud
Chronologie
Saison 1 Saison 3
Cet article présente les épisodes de la deuxième saison de la série télévisée d'animation américaine Bienvenue chez les Loud diffusée du 9 novembre 2016 au 1er décembre 2017 sur Nickelodeon.
En France, la deuxième saison est diffusée du 6 mai 2017 au 16 février 2018 sur Nickelodeon France et rediffusée du 27 août au 22 décembre 2018 sur Gulli.

## Production

### Développement
Le 25 mai 2016, Nickelodeon annonce que la série est renouvelée pour une deuxième saison de 14 épisodes plus tard portés à 26.

### Diffusion
- États-Unis : du 9 novembre 2016 au 1er décembre 2017 sur Nickelodeon.
- France :
  - Du 6 mai 2017 au 16 février 2018 sur Nickelodeon France.
  - Du 27 août 2018 au 22 décembre 2018 sur Gulli.

## Épisodes

### Épisode 1:Noël en folie
- États-Unis : 9 novembre 2016 sur Nickelodeon
- France :
  - 6 mai 2017 sur Nickelodeon France
  - 22 décembre 2018 sur Gulli

### Épisode 2:La Guerre des stagiaires
- États-Unis : 10 novembre 2016 sur Nickelodeon
- France :
  - 6 mai 2017 sur Nickelodeon France
  - 27 août 2018 sur Gulli

### Épisode 3:Une journée avec papy
- États-Unis : 25 novembre 2016 sur Nickelodeon
- France :
  - 6 mai 2017 sur Nickelodeon France
  - 27 août 2018 sur Gulli

- Veronica Cartwright

### Épisode 4:Les Premiers Pas
- États-Unis : 10 janvier 2017 sur Nickelodeon
- France : 
  - 13 mai 2017 sur Nickelodeon France
  - 28 août 2018 sur Gulli

### Épisode 5:Bagarre en famille
- États-Unis : 11 janvier 2017 sur Nickelodeon
- France :
  - 13 mai 2017 sur Nickelodeon France
  - 28 août 2018 sur Gulli

### Épisode 6:Spa-tastrophe
- États-Unis : 12 janvier 2017 sur Nickelodeon
- France :
  - 13 mai 2017 sur Nickelodeon France
  - 28 août 2018 sur Gulli

### Épisode 7:Du côté obscur
- États-Unis : 12 janvier 2017 sur Nickelodeon
- France : 
  - 13 mai 2017 sur Nickelodeon France
  - 28 août 2018 sur Gulli

### Épisode 8:Lisa l'intello
- États-Unis : 24 février 2017 sur Nickelodeon
- France :
  - 20 mai 2017 sur Nickelodeon France
  - 29 août 2018 sur Gulli

### Épisode 9:Vanzilla
- États-Unis : 23 février 2017 sur Nickelodeon
- France :
  - 20 mai 2017 sur Nickelodeon France
  - 29 août 2018 sur Gulli

- Jim Meskimen

### Épisode 10:Des sœurs complémentaires
- États-Unis : 15 mars 2017 sur Nickelodeon
- France :
  - 20 mai 2017 sur Nickelodeon France
  - 29 août 2018 sur Gulli

### Épisode 11:Les espions en herbe
- États-Unis : 16 mars 2017 sur Nickelodeon
- France :
  - 20 mai 2017 sur Nickelodeon France
  - 29 août 2018 sur Gulli

### Épisode 12:Mesure de sécurité
- États-Unis : 22 février 2017 sur Nickelodeon
- France :
  - 27 mai 2017 sur Nickelodeon France
  - 30 août 2018 sur Gulli

### Épisode 13:Tirages de portraits
- États-Unis : 21 février 2017 sur Nickelodeon
- France :
  - 27 mai 2017 sur Nickelodeon France
  - 30 août 2018 sur Gulli

### Épisode 14:Lincoln porte la poisse
- États-Unis :13 mars 2017 sur Nickelodeon
- France :
  - 27 mai 2017 sur Nickelodeon France
  - 30 août 2018 sur Gulli

### Épisode 15:Sauvetage de grenouilles
- États-Unis : 14 mars 2017 sur Nickelodeon
- France :
  - 27 mai 2017 sur Nickelodeon France
  - 30 août 2018 sur Gulli

### Épisode 16:La Liste irréaliste
- États-Unis : 10 avril 2017 sur Nickelodeon
- France :
  - 3 juin 2017 sur Nickelodeon France
  - 31 août 2018 sur Gulli

### Épisode 17:Que les fêtes commencent
- États-Unis : 11 avril 2017 sur Nickelodeon
- France :
  - 3 juin 2017 sur Nickelodeon France
  - 31 août 2018 sur Gulli

### Épisode 18:Ras le bol
- États-Unis : 12 avril 2017 sur Nickelodeon
- France :
  - 3 juin 2017 sur Nickelodeon France
  - 31 août 2018 sur Gulli

### Épisode 19:Parents pour une semaine
- États-Unis : 13 avril 2017 sur Nickelodeon
- France :
  - 3 juin 2017 sur Nickelodeon France
  - 31 août 2018 sur Gulli

### Épisode 20:Auteurs en herbe
- États-Unis : 14 avril 2017 sur Nickelodeon
- France :
  - 3 juin 2017 sur Nickelodeon France
  - 3 septembre 2018 sur Gulli

### Épisode 21:Instinct animal
- États-Unis : 15 mai 2017 sur Nickelodeon
- France :
  - 3 juin 2017 sur Nickelodeon France
  - 3 septembre 2018 sur Gulli

### Épisode 22:Le gros mot
- États-Unis : 14 juin 2017 sur Nickelodeon
- France :
  - 15 juin 2017 sur Nickelodeon France
  - 3 septembre 2018 sur Gulli

### Épisode 23:L comme Love
- États-Unis : 15 juin 2017 sur Nickelodeon
- France :
  - 15 juin 2017 sur Nickelodeon France
  - 3 septembre 2018 sur Gulli

### Épisode 24:Chaos familial
- États-Unis : 29 mai 2017 sur Nickelodeon
- France :
  - 14 janvier 2018 sur Nickelodeon France
  - 4 septembre 2018 sur Gulli

### Épisode 25:Photo de groupe
- États-Unis : 16 mai 2017 sur Nickelodeon
- France :
  - 16 janvier 2018 sur Nickelodeon France
  - 27 août 2018 sur Gulli

### Épisode 26:Colocs en colère
- États-Unis : 17 mai 2017 sur Nickelodeon
- France :
  - 16 janvier 2018 sur Nickelodeon France
  - 4 septembre 2018 sur Gulli

### Épisode 27:Le blues post rupture
- États-Unis : 12 juin 2017 sur Nickelodeon
- France :
  - 17 janvier 2018 sur Nickelodeon France
  - 24 septembre 2018 sur Gulli

### Épisode 28:Lucy jette des sorts
- États-Unis : 18 mai 2017 sur Nickelodeon
- France :
  - 17 janvier 2018 sur Nickelodeon France
  - 5 septembre 2018 sur Gulli

### Épisode 29:Le paradis perdu
- États-Unis : 13 juin 2017 sur Nickelodeon
- France :
  - 18 janvier 2018 sur Nickelodeon France
  - 5 septembre 2018 sur Gulli

### Épisode 30:L'entretien d'embauche
- États-Unis : 25 juillet 2017 sur Nickelodeon
- France :
  - 18 janvier 2018 sur Nickelodeon France
  - 5 septembre 2018 sur Gulli

### Épisode 31:ARGGH! Trucages ou pas?
- États-Unis: 24 juillet 2017 sur Nickelodeon
- France :
  - 19 janvier 2018 sur Nickelodeon France
  - 27 août 2018 sur Gulli

### Épisode 32:L'In-Dépendance
- États-Unis : 24 juillet 2017 sur Nickelodeon
- France :
  - 19 janvier 2018 sur Nickelodeon France
  - 27 septembre 2018 sur Gulli

### Épisode 33:Deux Lori pour le prix d'une
- États-Unis : 26 juillet 2017 sur Nickelodeon
- France :
  - 22 janvier 2018 sur Nickelodeon France
  - 27 septembre 2018 sur Gulli

### Épisode 34:Une forme olympique!
- États-Unis : 27 juillet 2017 sur Nickelodeon
- France :
  - 22 janvier 2018 sur Nickelodeon France
  - 28 septembre 2018 sur Gulli

### Épisode 35:Le sphère de compétence
- États-Unis : 18 septembre 2017 sur Nickelodeon
- France :
  - 23 janvier 2018 sur Nickelodeon France
  - 28 septembre 2018 sur Gulli

- Maureen McCormick : Jancey Yates
- Barry Williams : Bumper Yates Sr.

### Épisode 36:La mauvaise gagnante
- États-Unis : 28 juillet 2017 sur Nickelodeon
- France :
  - 23 janvier 2018 sur Nickelodeon France
  - 1er octobre 2018 sur Gulli

### Épisode 37:Le maître et ses disciples
- États-Unis : 19 septembre 2017 sur Nickelodeon
- France :
  - 24 janvier 2018 sur Nickelodeon France
  - 1er octobre 2018 sur Gulli

### Épisode 38:Objectif amitié
- États-Unis : 20 septembre 2017 sur Nickelodeon
- France :
  - 24 janvier 2018 sur Nickelodeon France
  - 4 octobre 2018 sur Gulli

### Épisode 39:Blague à part
- États-Unis : 21 septembre 2017 sur Nickelodeon
- France :
  - 25 janvier 2018 sur Nickelodeon France
  - 4 octobre 2018 sur Gulli

- Jim Meskimen

### Épisode 40:Sans surprise
- États-Unis : 16 octobre 2017 sur Nickelodeon
- France :
  - 25 janvier 2018 sur Nickelodeon France
  - 4 octobre 2018 sur Gulli

### Épisode 41:Légendes
- États-Unis : 17 octobre 2017 sur Nickelodeon
- France :
  - 26 janvier 2018 sur Nickelodeon France
  - 5 octobre 2018 sur Gulli

- Kirk Fogg
- Jace Norman
- Cooper Barnes

### Épisode 42:Un pisteur sachant pister
- États-Unis : 17 octobre 2017 sur Nickelodeon
- France :
  - 26 janvier 2018 sur Nickelodeon France
  - 5 octobre 2018 sur Gulli

- Bert Kreischer

### Épisode 43:La lecture
- États-Unis : 17 octobre 2017 sur Nickelodeon
- France :
  - 29 janvier 2018 sur Nickelodeon France
  - 8 octobre 2018 sur Gulli

### Épisode 44:Pas un Loud
- États-Unis : 18 octobre 2017 sur Nickelodeon
- France :
  - 29 janvier 2018 sur Nickelodeon France
  - 8 octobre 2018 sur Gulli

### Épisode 45:Piégé!
- États-Unis : 13 octobre 2017 sur Nickelodeon
- France :
  - 29 janvier 2018 sur Nickelodeon France
  - 9 octobre 2018 sur Gulli

### Épisode 46:Le jouet diabolique
- États-Unis : 24 novembre 2017 sur Nickelodeon
- France :
  - 30 janvier 2018 sur Nickelodeon France
  - 10 octobre 2018 sur Gulli

### Épisode 47:Anti-social
- États-Unis : 24 novembre 2017 sur Nickelodeon
- France :
  - 30 janvier 2018 sur Nickelodeon France
  - 11 octobre 2018 sur Gulli

### Épisode 48:Les vacances à la neige
- États-Unis : 1er décembre 2017 sur Nickelodeon

 France :
- - 31 janvier 2018 sur Nickelodeon France
  - 11 octobre 2018 sur Gulli

### Épisode 49:L'emballage gagnant
- États-Unis : 1er décembre 2017 sur Nickelodeon
- France :
  - 31 janvier 2018 sur Nickelodeon France
  - 12 octobre 2018 sur Gulli